# میوود (ویرجینیای غربی)
میوود (به انگلیسی: Maywood) یک منطقهٔ مسکونی در ایالات متحده آمریکا است که در شهرستان فایت، ویرجینیای غربی واقع شده‌است. میوود ۹۵۱٫۹ متر بالاتر از سطح دریا واقع شده‌است.